# Умід (футбольний клуб)
Футбольний клуб «Умід» Байрамали або просто «Умід» (туркм. «Umyt» futbol kluby, Baýramaly) — туркменський професіональний футбольний клуб із міста Байрамали.

## Попередні назви
- 1992: «Умід» (Байрам-Али)
- 1993: «Шатлик» (Байрамали)
- 2007: «Умід» (Байрамали)

## Історія
Футбольний клуб «Умід» було засновано в містечку Байрамали в 1992 році. В 1992 році клуб дебютував у Вищій лізі Туркменістану, в якій посів останнє 15-те місце. В 1993 році змінив назву на «Шатлик» (Байрамали) та зайняв 6-те місце в Першій лізі, але в 1994 році припинив виступи в у національних змаганнях. Потім клуб повернувся до назви «Умід» (Байрамали) та почав виступати у Третій лізі.

## Досягнення
- Чемпіонат Туркменістану
  - 15-те місце (1) — 1992

- Перша ліга чемпіонату Туркменістану з футболу
  - 6-те місце (1) — 1993

- Кубок Туркменістану
  - 1/8 фіналу (1) — 1993